# セラフィムのいる栄光の聖母子
『セラフィムのいる栄光の聖母子』（セラフィムのいるえいこうのせいぼし、伊: La Madonna in gloria di serafini, 英: The Madonna in Glory with Seraphim）として知られる『聖母子』（せいぼし、伊: La Madonna con Bambino, 英: The Madonna with Child）は、イタリアの盛期ルネサンスの巨匠サンドロ・ボッティチェッリが1469年から1470年ごろに制作した絵画である。テンペラ画。ボッティチェッリ初期の聖母子画で、『バラ園の聖母』（La Madonna del Roseto）とともに、フィリッポ・リッピおよびアンドレア・デル・ヴェロッキオの影響がうかがえる作品である。現在はフィレンツェのウフィツィ美術館に所蔵されている。

## 作品
『セラフィムのいる栄光の聖母子』はボッティチェッリが初期に制作した一連の聖母子画の1つで、師であるフィリッポ・リッピがウンブリア地方の都市スポレートに移住したのちに制作された作品と考えられ、フィリッポ・リッピに加えて、新しくアンドレア・デル・ヴェロッキオの影響が表れている。同時期の作品『バラ園の聖母』とは構図がよく似ているだけでなく、フィリッポ・リッピの後に受けた影響による変化を示しているため、しばしばともに取り上げられている。
ボッティチェッリは天空の中ほどに現れた聖母マリアを描いている。中空に座った聖母は膝の上にふくよかな幼児イエス・キリストを抱いており、マンドルラ状に並んだ多くのセラフィムに囲まれ、背後から発せられている黄金色の光に包まれている。幼児キリストの描写はボッティチェッリ的である。幼児キリストは生まれて間もない年齢でありながら、自身が神聖な存在であることに気づいている。その証拠に彼は鑑賞者に対してメランコリックな表情を見せつつ、祝福を授けるポーズをとっている。『セラフィムのいる栄光の聖母子』と『バラ園の聖母』の聖母はいずれも自然主義的で立体性の強い外観を獲得し、明暗の表現によって解剖学的な構造がはっきり見て取れる。ただし、本作品の後に制作された『バラ園の聖母』と比較すると、背景に広がる金色の光のためにより平面的な印象を与える。
ウフィツィ美術館の1784年と1825年の目録では制作者不明の作品として記載されていた。1893年に本作品を最初にボッティチェッリに帰属したのは美術史家ヴィルヘルム・フォン・ボーデであり、フィリッポ・リッポ派と見なしたアドルフォ・ヴェントゥーリを除くほぼすべての研究者によって受け入れられている。
フィリッポ・リッピとアンドレア・デル・ヴェロッキオの作品に近く、有名な『剛毅』（La Fortezza）と画面の形状や様式などの点でよく似ていることから、制作年代は『剛毅』の直前の1469年から1470年の間と考えられている。
オリジナルの額縁が現存している。絵画を囲む帯状装飾の赤い部分に、金貨のような円形の紋章がびっしりと描かれている。

## 来歴
本作品の発注主や制作経緯についてはよく分かっていない。またウフィツィ美術館の1784年と1825年の目録に記載されているものの、それ以前の来歴は不明である。しかし額縁に描かれた円形の紋章がフィレンツェの両替商組合を思わせることから、美術史家アレッサンドロ・チェッキ（Alessandro Cecchi）は同組合のために制作されたのではないかと考えている（2005年）。

## ギャラリー
関連作品

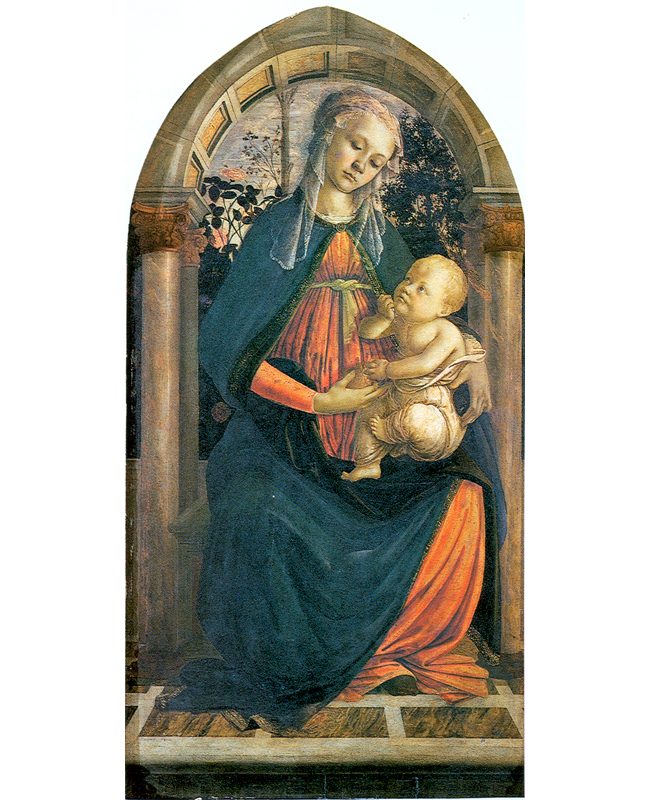
『バラ園の聖母』1469年-1470年 ウフィツィ美術館所蔵
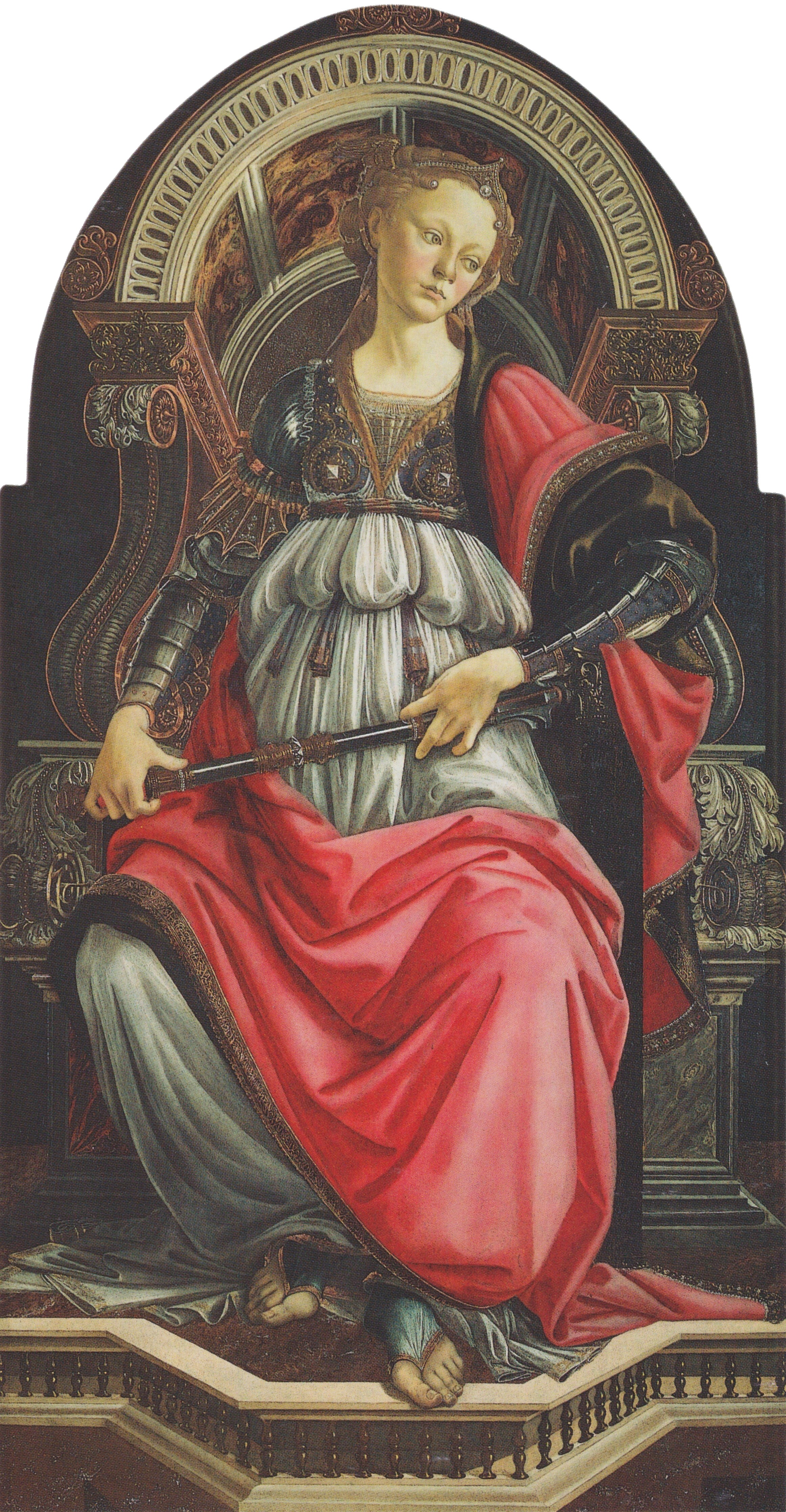
『剛毅』1470年 ウフィツィ美術館所蔵